# Tarija (miasto)
Tarija, San Bernardo de Tarija – miasto w południowej Boliwii, w Kordylierze Środkowej, w Andach Środkowych. Jest położone na wysokości około 2000 m n.p.m. Pełni funkcję stolicy departamentu Tarija. W 2012 roku miasto liczyło 179 561 mieszkańców. 

## Charakterystyka
Tarija jest ważnym ośrodkiem handlowym regionu, który specjalizuje się w uprawie bawełny i tytoniu. W mieście dominuje przemysł piwowarski, drzewny oraz bawełniany. Ponadto znajduje się tutaj uniwersytet oraz port lotniczy. 

## Demografia
W 2012 roku populacja departamentu liczyła 179 561 mieszkańców. W porównaniu z 2001 rokiem rosła ona średnio o 2,48% rocznie. 
|  |

## Miasta partnerskie
- Salta
- San Salvador de Jujuy